# Jan Otto
Jan Otto (ur. 29 listopada 1869 w Jeleńczewie, zm. 22 października 1944 we Włoszakowicach) – powstaniec wielkopolski.

## Życiorys
Był synem Roberta i Elżbiety z domu Schubert. W maju 1894 ożenił się z Wiktorią Zielińską. W czasie Powstania Wielkopolskiego objął dowództwo oddziału powstańczego we Włoszakowicach.
11 stycznia 1919 w potyczce pod Zbarzewem stracił 22-letniego syna. 
Jan Otto został pochowany na cmentarzu we Włoszakowicach.

## Odznaczenia
- Krzyż Niepodległości
- Krzyż Zasługi